# Liste der Landschaftsschutzgebiete im Landkreis Merzig-Wadern
Die Liste der Landschaftsschutzgebiete im Landkreis Merzig-Wadern enthält die Landschaftsschutzgebiete des Landkreises Merzig-Wadern im Saarland.
| Bild                           | Nummer    | Bezeichnung des Gebietes                                                         | Fläche in Hektar | WDPA-ID | Koordinaten | Gemeinde(n)/Landkreis   | Datum der Verordnung | Fundstelle |
| ------------------------------ | --------- | -------------------------------------------------------------------------------- | ---------------- | ------- | ----------- | ----------------------- | -------------------- | ---------- |
|                                | L 1.00.01 | Wald von Saarschleife über Mettlach bis Steinberg und Lösterwald östlich Wadrill | 3725             | 390144  | Position    | Landkreis Merzig-Wadern | 1. März 1952         | Verordnung |
|                                | L 1.00.02 | Wald oestlich/nordoestlich von Wadern-Kostenbach                                 | 368              | 390399  | Position    | Landkreis Merzig-Wadern | 30. Juni 1952        | Verordnung |
|                                | L 1.00.03 | Merziger/Bachemer Kammerforst                                                    | 2102             | 390216  | Position    | Landkreis Merzig-Wadern | 4. Juli 1952         | Verordnung |
|                                | L 1.00.04 | Wald zwischen Weiskirchen-Thailen und Wadern-Münchweiler                         | 738              | 390406  | Position    | Landkreis Merzig-Wadern | 4. Juli 1952         | Verordnung |
|                                | L 1.00.05 | Wald nördlich der Prims in der Stadt Wadern                                      | 1053             | 390398  | Position    | Landkreis Merzig-Wadern | 4. Juli 1952         | Verordnung |
|                                | L 1.00.06 | Wald südlich der Prims zwischen Wadern-Büschfeld und Wadern-Altland              | 703              | 390400  | Position    | Landkreis Merzig-Wadern | 4. Juli 1952         | Verordnung |
|                                | L 1.00.07 | Großer Lückner zwischen Beckingen-Oppen und Losheim-Wahlen                       | 502              | 390081  | Position    | Landkreis Merzig-Wadern | 4. Juli 1952         | Verordnung |
| Wald des Gipsberges bei Merzig | L 1.00.08 | Wald des Gipsberges bei Merzig                                                   | 126              | 390396  | Position    | Landkreis Merzig-Wadern | 4. Juli 1952         | Verordnung |
|                                | L 1.00.09 | Wald/Kalktriften westlich Merziger Muschelkalkplatte                             | 1145             | 390407  | Position    | Landkreis Merzig-Wadern | 4. Juli 1952         | Verordnung |
|                                | L 1.00.10 | Hammelsberg bei Perl mit Hanecker und Atzbüsch bei Sehndorf                      | 909              | 390087  | Position    | Landkreis Merzig-Wadern | 4. Juli 1952         | Verordnung |
|                                | L 1.00.11 | Gebiet nördlich Merzig-Schwemlingen                                              | 48               | 390062  | Position    | Landkreis Merzig-Wadern | 4. Juli 1952         | Verordnung |
|                                | L 1.00.12 | Wald zwischen Mettlach-Tünsdorf und Mettlach-Nohn                                | 108              | 390405  | Position    | Landkreis Merzig-Wadern | 4. Juli 1952         | Verordnung |
|                                | L 1.00.13 | Gebiet westlich Merzig-Weiler                                                    | 37               | 390065  | Position    | Landkreis Merzig-Wadern | 4. Juli 1952         | Verordnung |
|                                | L 1.00.14 | Park Schloss Saareck bei Mettlach-Keuchingen                                     | 15               | 390338  | Position    | Landkreis Merzig-Wadern | 4. Juli 1952         | Verordnung |
|                                | L 1.00.15 | Zwei Gebiete südlich Mettlach-Keuchingen                                         | 7                | 390431  | Position    | Landkreis Merzig-Wadern | 4. Juli 1952         | Verordnung |
| weitere Bilder                 | L 1.00.16 | Saarschleife und Leukbachtal                                                     | 5952             | 390355  | Position    | Landkreis Merzig-Wadern | 1. Dezember 1966     | Verordnung |
|                                | L 1.02.01 | Wellenbachtal bei Buweiler-Rathen in der Stadt Wadern                            | 40               | 390011  | Position    | Landkreis Merzig-Wadern | 16. März 1990        | Verordnung |
| weitere Bilder                 | L 1.07.01 | Beckinger Saaraltarm                                                             | 35               | 390143  | Position    | Landkreis Merzig-Wadern | 6. März 1992         | Verordnung |
|                                | L 1.07.02 | Litermont bei Beckingen-Düppenweiler                                             | 151              | 390219  | Position    | Landkreis Merzig-Wadern | 13. Mai 1992         | Verordnung |
|                                | L 1.07.03 | Mosbach-Mühlenbachtal (Beckingen)                                                | 22               | 390422  | Position    | Landkreis Merzig-Wadern | 27. Mai 1992         | Verordnung |

Anmerkung
1. ↑  Die Koordinaten entsprechen dem Mittelpunkt eines Rechtecks, das die Grenzen des Landschaftsschutzgebietes einrahmt. Aufgrund der Form eines Areals können sie auch außerhalb des eigentlichen Gebietes liegen. Die Tabellenspalte WDPA-ID gibt die genauen Grenzen an.